# 陶山勝
陶山 勝（すやま まさる、1942年3月19日 - ）は、日本の経営者。ミニストップ社長、会長を務めた。

## 来歴・人物
新潟県出身。1960年に柏崎商業高等学校を卒業し、同年に扇屋本店（のちのジャスコ）に入社した。1980年5月にミニストップに転じ、1984年に取締役に就任し、1991年に常務、1993年に専務を経て、1995年5月に社長に就任。2000年5月に会長を経て、2005年5月には相談役に就任。